# Mimische Muskulatur

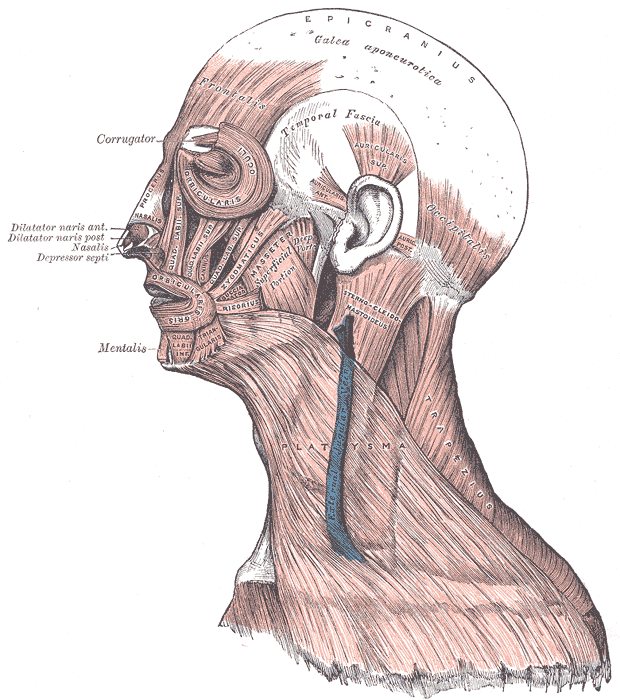
Muskeln von Kopf, Gesicht und Hals

Die mimische Muskulatur (lateinisch Musculi faciei ‚Muskeln des Gesichts‘) ist eine Gruppe quergestreifter Muskeln, die für die Mimik und damit für den Ausdruck von Emotionen sowie den individuellen Gesichtsausdruck verantwortlich ist. Zudem besitzen sie Schutzfunktion, indem sie Kopföffnungen wie Augen und Mund verschließen. Darüber hinaus beteiligt sich die mimische Muskulatur an der Sprachbildung und Nahrungsaufnahme. Bei Tieren beeinflusst sie über die Stellung der Ohrmuscheln das Richtungshören und das Sozialverhalten („Ohrspiel“).
Mit den 43 Gesichtsmuskeln des Menschen lassen sich mehr als 10.000 verschiedene Gesichtsausdrücke erzeugen.

## Anatomie
Die mimische Muskulatur bildet die oberflächliche Schicht der Kopfmuskeln (Musculi capitis). Sie entsteht aus einer einheitlichen Muskelplatte (Panniculus carnosus). Diese differenziert sich zu einem System zarter Muskeln, die entweder zirkulär um die oder radiär zu den Kopföffnungen (Auge, Ohr, Nase) verlaufen und damit entweder zu deren Verengung oder Erweiterung dienen. Die Ohrmuskeln dienen der Verlagerung der Ohrmuschel, sind aber nicht in der Lage, die äußere Ohröffnung zu verschließen.
Charakteristika der mimischen Muskulatur sind:
- sie inserieren an der Grenze zur Epidermis
- sie bewegen die Haut (kein Gelenk, wie bei der Skelettmuskulatur)
- die meisten mimischen Muskeln sind nicht von einer Faszie bedeckt (Ausnahme Musculus buccinator)
- sie werden von Ästen des Nervus facialis (VII. Hirnnerv) innerviert

Zu den paarigen Gesichtsmuskeln des Menschen gehören:
1. Der  Musculus occipitofrontalis (Hinterhaupt-Stirn-Muskel) verschiebt die Kopfschwarte. Er kann in den Venter frontalis (Stirn-Bauch), auch als Augenbrauenheber (Musculus frontalis) bezeichnet, und den Venter occipitalis (Hinterhaupt-Bauch) oder Musculus occipitalis unterteilt werden. Zwischen beiden liegt die Galea aponeurotica.
2. Der Musculus temporoparietalis (Schläfen-Scheitel-Muskel) verläuft zwischen Ohrknorpel und Galea aponeurotica. Mit dem Musculus occipitofrontalis wird er zu den Kopfhautmuskeln (Musculi epicranii) zusammengefasst.
3. Der Musculus procerus (schlanker Muskel) zieht die Stirnhaut zwischen den Augenbrauen nach unten.
4. Der Musculus nasalis (Nasenmuskel) kann in den Nasenlochverenger (Musculus compressor nasi, Syn. Pars transversa) und den Nasenlocherweiterer (Musculus dilatator naris, Syn. Pars alaris) unterteilt werden.
5. Der Musculus depressor septi nasi (Niederzieher der Nasenscheidewand) zieht die Nasenflügel nach unten und verengt das Nasenloch.
6. Der Musculus orbicularis oculi (Augenringmuskel) umschließt das jeweilige Auge. Er sorgt für das Schließen der Augenlider und ist somit für den Lidschutzreflex und das Blinzeln verantwortlich.
7. Der Musculus corrugator supercilii (Augenbrauenrunzler) kann die gesichtsmittige Seite der Augenbrauen nach unten ziehen und sorgt so für das Stirnrunzeln.
8. Der Musculus depressor supercilii (Niederzieher der Augenbraue) zieht die Augenbraue nach unten.
9. Der Musculus auricularis anterior (vorderer Ohrmuskel) zieht die Ohrmuschel leicht nach vorn. Bei Tieren wird hier eine Gruppe von sechs vorderen Ohrmuskeln unterschieden.[6]
10. Der Musculus auricularis superior (oberer Ohrmuskel) zieht die Ohrmuschel nach oben. In der Tieranatomie werden drei obere Ohrmuskeln unterschieden, die als Musculi auriculares dorsales zusammengefasst werden.[6]
11. Der Musculus auricularis posterior (hinterer Ohrmuskel) zieht die Ohrmuschel leicht nach hinten. In der Tieranatomie werden vier hintere Ohrmuskeln unterschieden, die als Musculi auriculares caudales zusammengefasst werden.[6]
12. Der Musculus orbicularis oris (Mundringmuskel, auch Lippenspannmuskel) umschließt den Mund ringförmig. Er ist an keinem Knochen fixiert, sondern wird von anderen Muskeln gehalten. Daher ist er besonders beweglich.
13. Der Musculus depressor anguli oris (Mundwinkelherabzieher) verbindet die Unterlippe am Mundwinkel mit dem unteren Kieferrand.
14. Der Musculus transversus menti (querverlaufener Kinnmuskel) verläuft zwischen beiden Mundwinkelherabziehern am Kinn.
15. Der Musculus risorius (Lachmuskel) erstreckt sich vom Mundwinkel hinter die Kinnlade und zieht die Mundwinkel zur Seite.
16. Der Musculus zygomaticus major (großer Jochbeinmuskel) gehört wie der Musculus risorius zur Lachmuskulatur und verbindet den Jochbogen mit dem Mundwinkel.
17. Der Musculus zygomaticus minor (kleiner Jochbeinmuskel) verbindet den Jochbogen mit der Unterlippe.
18. Der Musculus levator labii superioris (Oberlippenheber) zieht von unterhalb der Augenhöhle zur Oberlippe, wo er sich mit dem Mundringmuskel verbindet.
19. Der Musculus levator labii superioris alaeque nasi (Oberlippenheber des Nasenflügels) zieht vom Oberkiefer zur Oberlippe und zum Nasenflügel.
20. Der Musculus depressor labii inferioris (Unterlippenherabzieher) kann die Unterlippe gerade herabziehen.
21. Der Musculus levator anguli oris (Mundwinkelheber) zieht von der Fossa canina zum Mundwinkel und hebt ihn an.
22. Der Musculus buccinator (Wangen- oder Backenmuskel) bildet die muskulöse Grundlage der Wangen.
23. Der Musculus mentalis (Kinnmuskel) setzt am Kinn an. Sieht die Haut auf dem Kinn runzelig aus, ist dieser Muskel aktiv.

Das Platysma ist ein flacher Halshautmuskel, der ausgehend vom Mundwinkelbereich sich stark verbreiternd über den Hals bis zum Brustansatz fortsetzt. Das Platysma wird von manchen Autoren nicht zur mimischen Muskulatur gezählt, da es sich nicht mehr im Gesicht befindet. Der Oberlidheber (Musculus levator palpebrae superioris) beteiligt sich zwar an der Mimik, wird aber zu den Augenmuskeln gezählt. Er wird auch nicht vom Nervus facialis, sondern vom Nervus oculomotorius innerviert.

## Facial Action Coding System
Bewegungen, die durch die Mimische Muskulatur erzeugt werden, können mithilfe des Facial Action Coding Systems (FACS) bzw. daraus abgeleiteten Systemen für verschiedene Tierarten beschrieben und codiert werden.